# Sarah Khouiled
Sarah Khouiled, née le 8 décembre 1992 est une handballeuse internationale algérienne,,,,

## Biographie

### carrière
- 2010-2012 : Veszprém Barabas KC ( Hongrie)
- 2012-2013 : Nyíradonyi VVTK ( Hongrie)[6],[7]
- 2013-2014 : Szeged KKSE ( Hongrie)[8]
- 2014-2015 : Dunaújvárosi Kohász KA ( Hongrie)[9]

## Palmarès

### En club
- Championnat de Hongrie Division 2 (NB I/B) en 2014 ((avec Szeged KKSE)[10]

### Enéquipe nationale d'Algérie
Championnats du monde
- 22e au championnat du monde 2013 ( Serbie)

Championnat d'Afrique
- 4e au championnat d'Afrique 2012 ( Maroc)